# Иванов, Сергей Сергеевич (лётчик)
Сергей Сергеевич Иванов (1921—1961) — лейтенант авиации, участник Великой Отечественной войны, Герой Советского Союза (1944), лишён всех званий и наград в связи с осуждением.

## Биография
Сергей Иванов родился 1 сентября 1921 года в деревне Сатыгино (ныне не существует по причине затопления во время постройки Вышневолоцкого водохранилища) Тверской области. В 1938 году окончил восемь классов в школе в Вышнем Волочке.
В апреле 1940 года призван в Рабоче-крестьянскую Красную Армию. В 1941 году он окончил военную авиационную школу лётчиков в Батайске, после чего проходил службу в частях военно-воздушных сил Северо-Кавказского военного округа.
С февраля 1942 года Иванов находился на фронтах Великой Отечественной войны. В феврале-августе 1942 года он воевал на Южном фронте в составе 590-го истребительного авиаполка. В марте 1942 года Иванов был сбит на вражеской территории, после чего в течение нескольких дней пробирался обратно к своим. В июне 1943 — апреле 1944 года Иванов воевал в составе 84-го «А» истребительного авиаполка (с конца июня 1943 года — 101-го гвардейского) в должности сначала командира звена, затем заместителя командира авиационной эскадрильи на Северо-Кавказском и Закавказском фронтах. 15 февраля 1944 года за один день Иванов сумел сбить в воздушных боях семь вражеских самолётов. Всего к марту 1944 года совершил 126 боевых вылетов, принял участие в 36 воздушных боях, сбил 19 самолётов.
1 июля 1944 года Указом Президиума Верховного Совета СССР гвардии лейтенант Сергей Иванов был удостоен высокого звания Героя Советского Союза с вручением ордена Ленина и медали «Золотая Звезда» за номером 5412.
12 апреля 1944 года Иванов был тяжело ранен и до конца войны проходил лечение в госпиталях в Краснодаре и Полтаве. К моменту ранения он совершил уже 200 боевых вылетов и сбил 21 вражеский самолёт.
В июне 1945 года Иванов был уволен в запас. Проживал в городе Вышний Волочёк. 18 июня 1951 года за совершение преступления осуждён к 10 годам лишения свободы. 2 июля 1952 года Указом Президиума Верховного Совета СССР был лишён всех званий и наград.
29 июня 1957 года Иванов был условно-досрочно освобождён. После освобождения проживал в городе Ржев, работал машинистом в конторе «Заготзерно». 28 сентября 1961 года погиб, будучи сбит поездом. Похоронен на Староверческом кладбище во Ржеве.
Был также награждён орденами Красного Знамени (1944), Красной Звезды (1942), Отечественной войны 1-й степени (1945) и рядом медалей.